# Krogulec plamosterny
Krogulec plamosterny (Tachyspiza trinotata) – gatunek średniej wielkości ptaka drapieżnego z rodziny jastrzębiowatych (Accipitridae). Jest endemitem Indonezji, występuje na Celebesie oraz sąsiednich wyspach Buton, Muna i Talisei.
SystematykaNie wyróżnia się podgatunków. Proponowany podgatunek haesitandus, do którego miałaby rzekomo należeć populacja z południa Celebesu, nie jest obecnie uznawany.
RozmiaryDługość ciała: około 31 cm, rozpiętość skrzydeł: 45–51 cm.
Ekologia i zachowanieŻyje w lasach na wysokościach do 1950 m n.p.m. Żywi się jaszczurkami, wężami, rzadziej nietoperzami, mniejszymi ptakami, żabami, ślimakami i owadami.
StatusMiędzynarodowa Unia Ochrony Przyrody (IUCN) uznaje krogulca plamosternego za gatunek najmniejszej troski (LC – least concern) nieprzerwanie od 1988 roku. Trend liczebności populacji uznaje się za stabilny.